# Truls Johansen
Truls Johansen (27 aprile 1989) è un ex sciatore alpino norvegese.

## Biografia
Johansen debuttò in gare FIS il 26 novembre 2004 a Kiruna in Svezia. Nel 2009 iniziò a partecipare a competizioni sciistiche di alto livello esordendo in Coppa Europa (il 17 novembre a Wittenburg, senza completare la prova) e disputando lo slalom speciale ai Mondiali juniores di Garmisch-Partenkirchen piazzandosi al 13º posto.
Il 6 marzo 2011 partecipò alla sua prima gara di Coppa del Mondo, lo slalom speciale di Kranjska Gora, chiuso senza qualificarsi per la seconda manche. Nello stesso anno, il 7 dicembre, conquistò il primo podio in Coppa Europa, giungendo 2º nello slalom speciale tenutosi sulle nevi di casa di Trysil alle spalle del compagno di squadra Lars Elton Myhre. Il 16 gennaio 2012 colse a Méribel la sua prima vittoria nel circuito continentale, in slalom speciale, e il 29 gennaio 2013 il suo miglior piazzamento di carriera in Coppa del Mondo: 9º nello slalom parallelo di Mosca.
Il 15 dicembre 2014 ottenne la sua ultima vittoria, nonché ultimo podio, in Coppa Europa, nello slalom parallelo di San Vigilio di Marebbe; il 27 gennaio seguente prese parte alla sua ultima prova di Coppa del Mondo, lo slalom speciale di Schladming nel quale uscì durante la prima manche. Si congedò dal Circo bianco il 28 marzo successivo in occasione dei Campionati norvegesi 2015 e pochi giorni dopo annunciò il suo ritiro, sebbene in seguito abbia ancora disputato due gare FIS nel gennaio del 2016; in carriera non prese parte né a rassegne olimpiche né iridate.

## Palmarès

### Coppa del Mondo
- Miglior piazzamento in classifica generale: 109º nel 2013

#### Coppa del Mondo - gare a squadre
- 1 podio:
  - 1 secondo posto

### Coppa Europa
- Miglior piazzamento in classifica generale: 20º nel 2012
- Vincitore della classifica di slalom parallelo nel 2015
- 5 podi:
  - 3 vittorie
  - 1 secondo posto
  - 1 terzo posto

#### Coppa Europa - vittorie
| Data             | Località               | Paese    | Specialità |
| ---------------- | ---------------------- | -------- | ---------- |
| 16 gennaio 2012  | Méribel                | Francia  | SL         |
| 16 febbraio 2014 | Borovec                | Bulgaria | SL         |
| 15 dicembre 2014 | San Vigilio di Marebbe | Italia   | PR         |

Legenda:

SL = slalom speciale

PR = parallelo

### Campionati norvegesi
- 2 medaglie[2]:
  - 1 oro (slalom speciale nel 2011)
  - 1 bronzo (slalom gigante nel 2013)